# Vuelo 251 de Faucett Perú
El vuelo 251 de Faucett era un vuelo que se estrelló el 29 de febrero de 1996 en Arequipa, Perú. El avión era un Boeing 737-222, con registro OB-1451, construido en 1968. Las 123 personas a bordo, de las cuales 117 eran pasajeros, murieron en el accidente. Es uno de los peores accidentes aéreos de la historia del Perú.

## Descripción
Procedente del Aeropuerto Internacional Jorge Chávez, la aeronave se encontraba en una aproximación VOR/DME a la pista 09 del Aeropuerto Internacional Rodríguez Ballón, de noche, bajo la lluvia y la niebla, con tormentas eléctricas en la zona.
La tripulación fue afectada por el desajuste de su altímetro barométrico  después de pasar por alto una señal ILS, lo que les hizo volar casi a 300 m. por debajo de la altitud a la que creían que estaban volando. De hecho, tenían la impresión errónea de que la aeronave estaba volando a 2.900 m., cuando en realidad estaba a 2.630 mm, unos 260 m. por debajo de la senda de planeo. La tripulación pidió que se iluminaran las luces de la pista, ya que no podían verlas cuando debían en la aproximación normal, recibiendo como respuesta de los controladores aéreos que estaban con la intensidad al máximo. El avión se estrelló contra la cordillera de los andes, a las 20:25 horas, aproximadamente a 2 kilómetros de la pista y a 8 kilómetros de Arequipa. La sección de la popa se desprendió en el impacto, y la sección principal del fuselaje continuó volando más allá de la cresta inicial de la colina e impactó cerca de la segunda. La sección de la cola cayó en una grieta entre las dos crestas.
Había 123 personas a bordo del avión, de las cuales 117 eran pasajeros. Las nacionalidades eran las siguientes:
| Nacionalidad | Pasajeros | Tripulación | Total |
| ------------ | --------- | ----------- | ----- |
| Perú         | 68        | 6           | 73    |
| Chile        | 42        | 0           | 42    |
| Bélgica      | 3         | 0           | 3     |
| Bolivia      | 2         | 0           | 2     |
| Brasil       | 1         | 0           | 1     |
| Argentina    | 1         | 0           | 1     |
| Total        | 117       | 6           | 123   |

Entre los fallecidos se encontraba Lorenzo de Szyszlo, segundo hijo del pintor y escultor Fernando de Szyszlo y la escritora Blanca Varela.